# Uenoidae
Famille
Les Uenoidae (uenoidés en français) sont une famille d'insectes trichoptères qui regroupe deux sous-familles, les Thremmatinae et les Uenoinae, elles-mêmes constituées de sept genres.

## Systématique
La famille des Uenoidae a été créée en 1927 par l'entomologiste japonais Masatoshi Iwata (d) (1897-1997).

## Liste des sous-familles et genres
Selon BioLib (20 décembre 2021) :
- sous-famille des Thremmatinae Martynov, 1935
  - genre Neophylax R. McLachlan, 1871 (35 espèces)
  - genre Oligophlebodes G. Ulmer, 1905 (7 espèces)
  - genre Thremma McLachlan, 1876 (6 espèces)
- sous-famille des Uenoinae M. Iwata, 1927
  - genre Farula Milne, 1936 (10 espèces)
  - genre Neothremma Dodds & Hisaw, 1925 (7 espèces)
  - genre Sericostriata Wiggins, Weaver & Unzicker, 1985 (1 espèce)
  - genre Uenoa M. Iwata, 1927 (12 espèces)